# Perizoma oxygramma
Perizoma oxygramma är en fjärilsart som beskrevs av George Duryea Hulst 1896. Perizoma oxygramma ingår i släktet Perizoma och familjen mätare. Inga underarter finns listade i Catalogue of Life.